# Fontana della Pigna (Rimini)

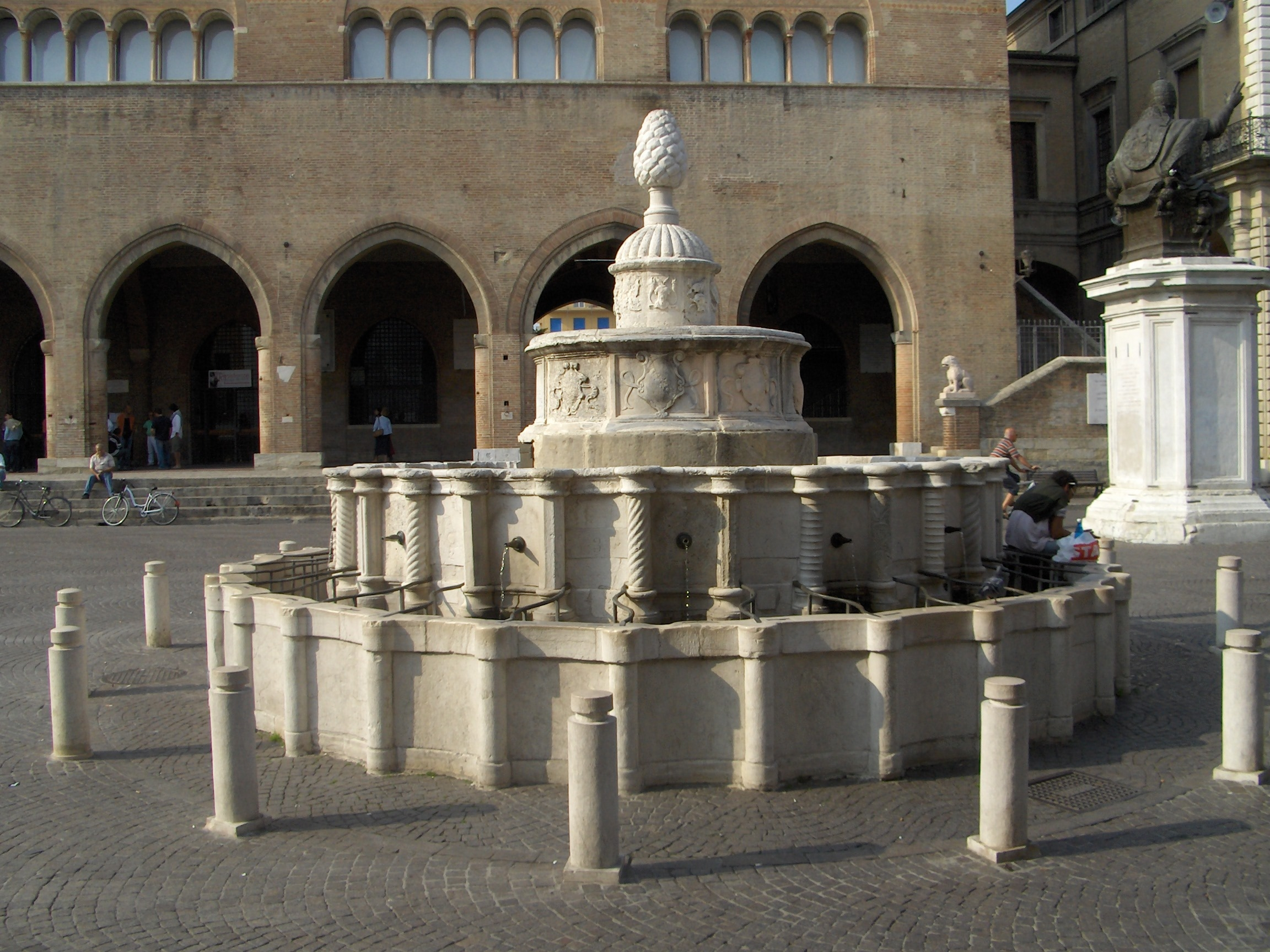
Fontana della Pigna

La fontana della Pigna è una fontana del centro storico di Rimini, in piazza Cavour, dove si trovano i palazzi comunali.

## Storia
La fontana fu eretta originariamente in epoca romana, sfruttando la provenienza dell'acqua da un pozzo distante circa 900 m,  il cui condotto era costruito inizialmente in pietra ma fu poi sostituito con uno in ghisa.
Come in molte altre città, questa fontana rappresentava l'unica fonte cittadina di acqua potabile; essa svolse questa funzione fino al 1912, anno in cui fu inaugurato l'acquedotto pubblico.
Nel corso dei secoli, la fontana subì poi vari restauri e trasformazioni.
Fu completamente ristrutturata nel 1543 da Giovanni da Carrara, dopo i danni causati nel 1540 dai fuochi artificiali collocati nella vasca per festeggiare il Cardinal legato Giovanni Maria Ciocchi del Monte (il futuro papa Giulio III).
La ristrutturazione, commissionata e finanziata con 500 scudi da Papa Paolo III, in occasione di una sua visita alla città nel 1541, fu realizzata utilizzando vari frammenti lapidei provenienti anche da altre costruzioni ma il tamburo centrale che regge la pigna è quello di epoca romana, con gli originali bassorilievi.
I lavori vennero effettuati nel rispetto dell'originaria struttura romana.

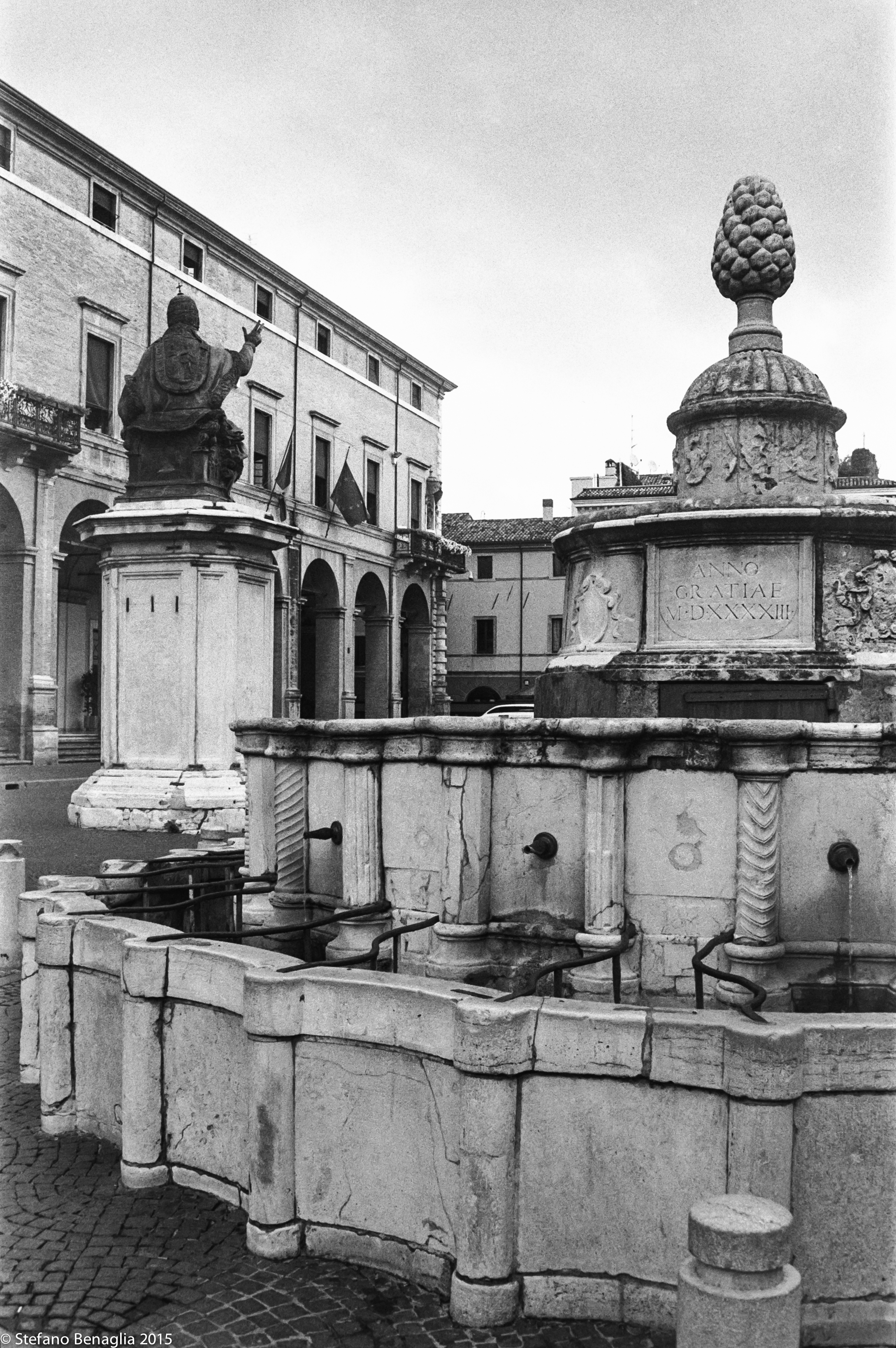
Fontana della Pigna, dettagli.

Nel 1545 fu posta alla sommità della fontana una statua di San Paolo, come ringraziamento dei cittadini riminesi.
Durante il periodo napoleonico le soldataglie francesi danneggiarono la fontana, distruggendo alcuni pilastrini del recinto e addirittura rubando i cannelli di bronzo. Di qui un restauro nel 1807, nel corso del quale la statua di San Paolo fu sostituita dalla Pigna. 
Nel 1835 il condotto in ghisa che aveva sostituito quello originario in pietra, venne a sua volta sostituito da una conduttura sotterranea che attraversava Castel Sismondo.
L'opera è stata restaurata nell'estate del 2002, con rifacimento dell'impianto idraulico interno e la pulizia dei materiali lapidei.

## Descrizione
La fontana, in marmo bianco è un notevole esempio di architettura rinascimentale: ha una forma poligonale a tre tamburi e si articola in due vasche poligonali concentriche le quali appartengono al quattrocento e un tamburo centrale, ricco di bassorilievi, è di epoca romana. Esso sostiene la scultura della pigna. Sulle pareti della seconda vasca sono poste in circolo quindici cannelle. Le vasche sono costituite da pannelli inquadrati da pilastrini e colonnine.
La storia della fontana è documentata dalle numerose lapidi e dalle scritte commemorative apposte sui suoi tamburi: una prima lapide ricorda “Pauli III pont. Max Munus, Anno Gratiae MDXXXXIII”, quale ringraziamento al pontefice per i lavori di restauro del 1543. Ma la testimonianza più famosa è quella lasciata da Leonardo da Vinci nel corso di una sua visita a Rimini: su un pannello della fontana è incisa la frase che pronunciò, colpito dall'armonia delle fontanelle: “Fassi un'armonia con le diverse cadute d'acqua, come vedesti alla fonte di Rimini, come vedesti addì 5 d'agosto 1502”.